# Miyota
Miyota (御代田町?) è una cittadina giapponese della prefettura di Nagano.